# 玉桂寺

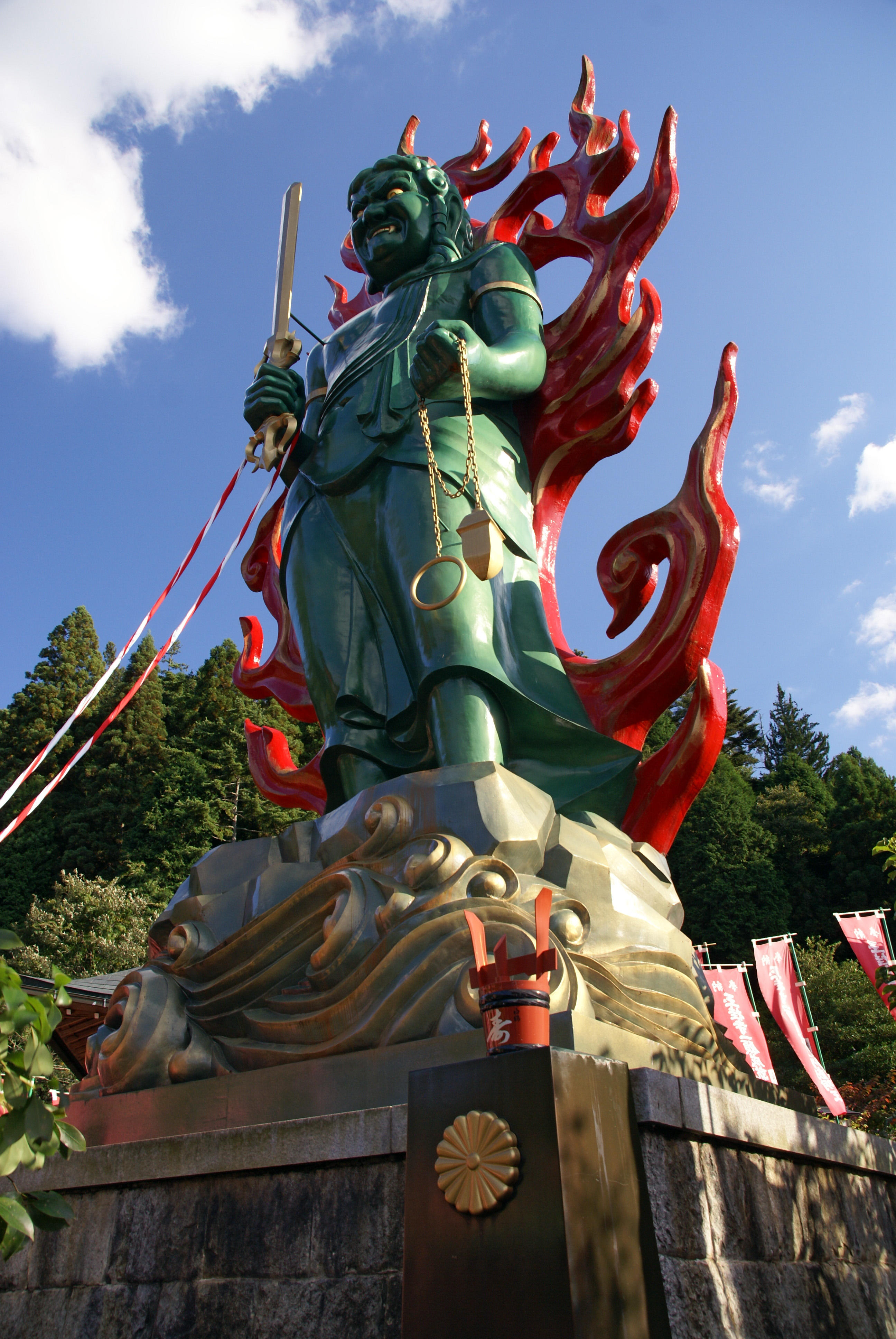
一願成就大不動明王

玉桂寺（ぎょくけいじ）は、滋賀県甲賀市信楽町勅旨にある高野山真言宗の仏教寺院。山号は秋葉山、院号は十輪院。詳しくは秋葉山十輪院玉桂寺と号する。

## 歴史
寺伝によれば奈良時代に淳仁天皇が平城京の北の都として造営した離宮「保良宮」跡に空海が開いたという。後年文徳天皇と後花園天皇の勅願寺に定められた。

## 文化財
滋賀県指定天然記念物
- 高野槙 - 樹齢500 - 600年、高さ29 m。

玉桂寺旧蔵の重要文化財
- 木造阿弥陀如来立像（京都国立博物館寄託[3]） - 鎌倉時代（1212年〈建暦2年〉）作。像高98.6 cm。像内に納入されていた願文（がんもん）により、法然の弟子である源智が法然の一周忌に際して発願したものとわかる[1]。また、同じく像内に納入されていた結縁交名（けちえんきょうみょう）から、数万人の人物がこの阿弥陀像に結縁したことがわかる[1]。作風は快慶風であるが、作者は快慶本人ではなく弟子筋の仏師の誰か、特に行快と推定される。1981年（昭和56年）に重要文化財に指定され、2010年（平成22年）に、法然の800年大遠忌を記念して、玉桂寺から浄土宗へと譲渡された[4]。

### 甲賀市指定文化財
- 木造阿弥陀如来坐像 - 平安時代作。半丈六[5]。
- 木造五劫思惟阿弥陀如来坐像 - 室町時代作。
- 石造五輪塔 - 鎌倉時代の1316年（正和5年）作。

## 境内
- 玉樹本堂
- 山門
- 宝篋印塔
- 一願成就大不動明王 - 像高13 m
- 玉桂寺のコウヤマキ - 県指定天然記念物[1]

## 前後の札所
ぼけ封じ近畿十楽観音霊場
4 正法寺　-　5 玉桂寺　-　6 総持寺

## 所在地
- 〒529-1804 滋賀県甲賀市信楽町勅旨891

## 交通アクセス
- 信楽高原鐵道 玉桂寺前駅 徒歩5分
- JR石山駅から帝産バスで50分、「沢出」下車、徒歩10分
- 新名神高速道路信楽ICより、車で10分